# Hinrich Klausing
Hinrich Klausing (auch Clausing) (* 1642/43 in Rheda; begraben 23. April 1720 in Herford) war ein deutscher Orgelbauer in Herford.

## Leben
Hinrich Klausing wurde in Rheda geboren, siedelte sich aber in Herford an, wo er als selbstständiger Orgelbauer auftrat. Wahrscheinlich erlernte er sein Handwerk bei Hans Heinrich Reinking (Bielefeld). Er hatte fünf Söhne, von denen zwei den Beruf des Vaters ergriffen. Seine Söhne Johann Berenhard Klausing (vor 1683–1762) und Christian Klausing (1687–1764) führten den Betrieb in der Tradition des Vaters fort. Nach dem Tod der Söhne erlosch die Orgelwerkstatt.

## Werk
Aus der 50-jährigen Tätigkeit von Hinrich Klausing als Orgelbauer sind zwischen 1666 und 1716 etwa 35 selbstständige Neu- oder Umbauten nachgewiesen. Die Herforder Familie Klausing erlangte in Nordwestdeutschland einiges Ansehen und war auch als „Orgelmacher Clausing“ oder „Herforder Orgelmacher“ bekannt. Ihr Wirkungsbereich erstreckte sich im 17. und 18. Jahrhundert zwischen Hannover und Westfalen und von der Nordsee bis zum Sauerland mit Schwerpunkt im Raum Bielefeld und Osnabrück. Aufgrund der Zusammenarbeit im Familienbetrieb lassen sich die Werke der drei Orgelbauer der Familie nicht immer eindeutig auseinanderhalten. Trotz der Bekanntheit wurden fast nur kleine einmanualige Orgeln mit 4′-Prinzipal im Prospekt und angehängtem Pedal gebaut. Die Disposition war recht einheitlich und wies meist über sechs bis maximal zwölf Register auf. Nur in Einzelfällen verfügten die Instrumente über ein selbstständiges Pedal hinter dem Hauptwerkgehäuse. Neben dem traditionellen westfälischen Prospektaufbau mit den charakteristischen doppelgeschossigen Spitztürmen zwischen drei Rundtürmen finden sich auch eigenständig gestaltete reich verzierte Prospekte mit zahlreichen Pfeifenfeldern, die nach außen in Stufen abfallen. Bei späteren Werken verwendete Hinrich Klausing keine Springlade mehr, sondern setzt Schleifladen ein.

## Werkliste (Auswahl)
In der fünften Spalte der Tabelle bezeichnet die römische Zahl die Anzahl der Manuale, ein großes „P“ ein selbstständiges Pedal, ein kleines „p“ ein nur angehängtes Pedal und die arabische Zahl in der sechsten Spalte die Anzahl der klingenden Register.
| Jahr | Ort                    | Kirche              | Bild | Manuale | Register | Anmerkungen |
| ---- | ---------------------- | ------------------- | ---- | ------- | -------- | --- |
| 1677 | Rheda                  | St. Clemens         |      | I/p     |          | Oder von Hans Henrich Reinking; ursprünglich für das Franziskanerkloster Wiedenbrück gebaut, 1911 überführt; 1984 durch Neubau ersetzt unter Verwendung des alten Hauptwerkgehäuses für das neue Rückpositiv                                                              |
| 1688 | Oerlinghausen          | Alexanderkirche     |      |         |          | Erbauer nicht gesichert; Neubau; heute II/P/21 |
| 1691 | Lintorf                | Ev. Kirche          |      |         |          | Erbauer nicht gesichert; Neubau; heute II/P/18; Gehäuse erhalten |
| 1692 | Deckbergen             | St. Petri           |      | II/p    | 12       | wahrscheinlich Hinrich Klausing; Neubau |
| 1696 | Voltlage               | St. Katharina       |      |         |          | Neubau |
| 1699 | Freren                 | Reformierte Kirche  |      | I/p     | 8        | Neubau mit Springladen; 1881 ersetzt, Prospekt erhalten |
| 1700 | Rumbeck (Arnsberg)     | Kloster Rumbeck     |      | I/p     |          | Neubau unter Verwendung von Pfeifenmaterial aus dem 15. bis 17. Jahrhundert; später erweitert auf heute II/P/15; 2 Register ganz und 4 teilweise erhalten |
| 1700 | Heiligenkirchen        | Ev.-ref. Kirche     |      |         |          | Neubau, ursprünglich für Bösingfeld; heute II/P/15; Gehäuse teils erhalten |
| 1703 | Buchholz (Petershagen) | Evangelische Kirche |      | I/p     |          | ursprünglich Neubau für das Kloster St. Mauritius (Minden); 1814 nach Buchholz überführt und um ein Rückpositiv erweitert auf II/P/25 |
| 1710 | Höxter                 | St. Kiliani         |      | II/P    | 18       | zusammen mit seinen beiden Söhnen; Neubau; später Erweiterungsumbauten auf heute III/P/34; Gehäuse und einige Register erhalten; 1998–2004 restauriert durch Johannes Klais Orgelbau → Orgel von St. Kiliani                                                              |
| 1713 | Melle                  | St. Matthäus        |      | II/p    | 17       | oder von Johann Berenhard Klausing; ursprünglich in Osnabrück/Dominikanerkloster; 1819 der Pfarrei Melle geschenkt; 1858 Erweiterungsumbau auf II/P/26; Orgel weitgehend erhalten; 2008/09 restauriert durch Hendrik Ahrend → Die Klausing-Orgel von St. Matthäus (Melle) |